# Sumberrejo (Ambulu)
Sumberrejo is een bestuurslaag in het regentschap Jember van de provincie Oost-Java, Indonesië. Sumberrejo telt 23.822 inwoners (volkstelling 2010).